# Rai Storia
«Rai Storia» (Ра́й Сто́риа, «РАИ История») — телеканал производства итальянской государственной телерадиовещательной корпорации «Rai». Находится в подчинения подразделения «Rai Cultura» (ранее называлось «Rai Educational»).
Телеканал посвящён истории и в основном транслирует документальные фильмы об исторических событиях, людях прошлого и т.п.
Вещание начато 17 июня 2002 года. Вещание в HDTV формате начато 4 января 2017 года.

## Технические данные
«Логический номер» телеканала (присвоенный ему в Италии порядковый номер) — 54.
В Италии телеканал можно принимать в эфире в составе цифрового мультиплекса «RAI Mux 4». Доступен он бесплатно и со спутника («Hot Bird 13C», 13° в.д.).